# Gildardo García
Gildardo García (Medellín, 9 de marzo de 1954-Medellín, 15 de enero de 2021) fue un ajedrecista colombiano.

## Biografía
García se convirtió en el segundo Gran Maestro Internacional colombiano en 1992. Su rating más alto fue de 2540 (en julio de 1994) y al momento de su fallecimiento ocupaba la decimocuarta posición en el ranking de su país. Ganó el campeonato nacional colombiano de ajedrez en diez oportunidades: en 1977, 1978, 1985, 1986, 1987, 1990, 1991, 1995, 2003 y 2006. En 1974 ganó el Torneo Panamericano de Ajedrez Junior en su primera versión. Representó a su país en las Olimpiadas de ajedrez entre 1976 y 1980, entre 1984 y 1992, y en 1996, 1998 y 2006.
Falleció el 15 de enero de 2021 en su ciudad natal, Medellín, de COVID-19.